# プロトン・プトラ
プロトン・プトラ (Proton Putra) は、マレーシアの自動車メーカー、プロトンによって製造されるクーペ型乗用車である。

## 概要
1995年に販売を開始。4代目三菱・ミラージュアスティをベースとし、サトリアやウィラと類似したフロントグリルが装着された。さらに、レカロ製のシートやmomo製のステアリングおよびギアノブなどが装備された。
エンジンは三菱自動車工業の直列4気筒 1.8L DOHC 4バルブ 4G93型エンジンを搭載し、F5M22型5速マニュアルトランスミッションが組み合わせられた。
イギリスおよびオーストラリアでもプロトン・クーペおよびプロトン・M21として販売されたが、エクステリアデザインが不評であったため、販売は不調に終わった。
2000年、販売終了。その後2004年から2005年にかけ少数が復刻限定生産された。ただし、復刻モデルにはレカロ製のシートやmomo製のステアリング、およびシフトノブは装備されなかった。